# 共赴荣昌
《共赴荣昌》是缅甸联邦第一特区的区歌，由缅甸民族民主同盟军中央军委办公室主任王子瑜作词作曲。

## 歌词
| 第一段 | 故土育我如同母怀 复兴大业矢志不改 第一特区我们热爱 在民族存亡的黑暗时代 我们坚守理想 为续写高度自治的华章 携手父老乡亲 共赴荣昌                       |
| 第二段 | 民族兴亡我辈有责 牢记使命踏平坎坷 军民同心共筑安乐 在民主革命的历史长河 我们破浪扬帆 为实现民族自决和自强 誓让联邦明珠 永放光芒 誓让吾土吾民 走向康庄 |